# Sabra

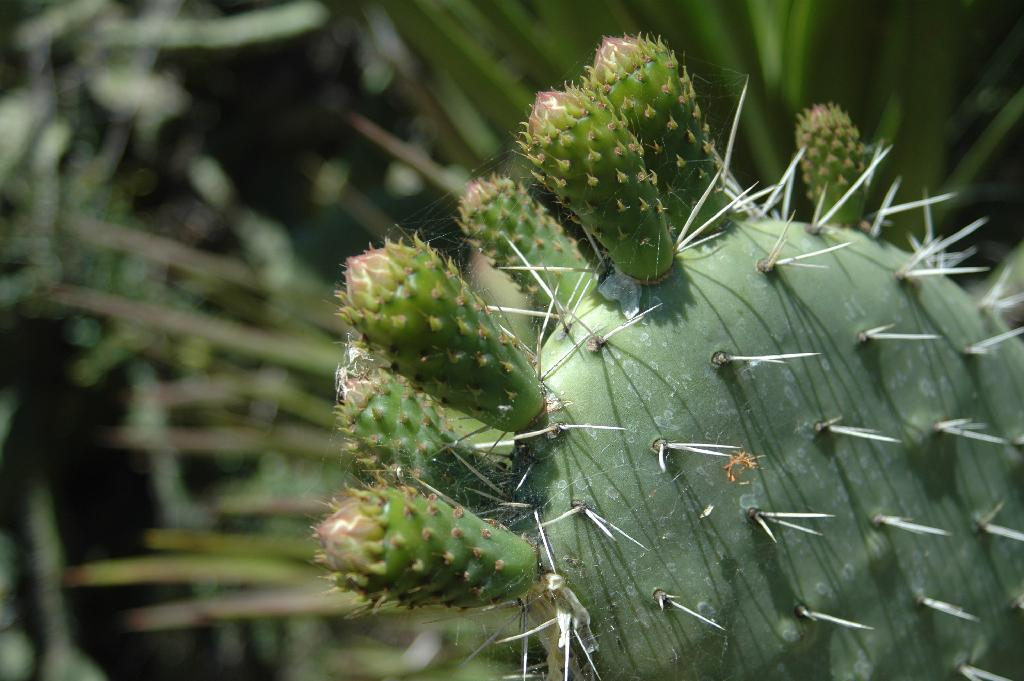
Opuncie

Sabra (hebrejsky: צבר) je slovo používané k popsání osoby židovského původu narozené v Izraeli či zemi izraelské. Původní význam tohoto názvu vychází z hebrejského slova sabra (cabar‎), které se používá pro označení kaktusového ovoce (opuncie), původem z Mexika. Používá se z toho důvodu, že se tvrdí, že podobně jako toto ovoce, které je na povrchu tvrdé a trnité, zatímco uvnitř je sladké a jemné, jsou takoví i Izraelci. Existuje také ženské nežidovské jméno Sábra. Podobně jako opuncie se nositelka tohoto jména má vyznačovat tvrdým zevnějškem a jemností uvnitř. Toto jméno je však velice vzácné a nejvíce jej lze spatřit mezi Nežidy v židovských oblastech. Terner ve své knize Dějiny Státu Izrael popisuje sabry následovně:
Vcelku kladně působí nová generace izraelské mládeže, tzv. sabres (…) mladí lidé narození již v Izraeli, jsou sebevědomí a stateční, což přirozeně vítá zejména izraelská armáda. (…) Nejsou zatíženi přežívajícími negativními vlastnostmi některých židovských skupin, ale leckdy jsou jim i cizí tradiční kladné vlastnosti Židů. Jsou zkrátka příslušníky mladého národa – Izraelců.
Erich Terner, Dějiny Státu Izrael